# NXT TakeOver: Fatal 4-Way
NXT TakeOver: Fatal 4-Way was een professioneel worstel- en WWE Network evenement dat georganiseerd werd door WWE voor hun NXT brand. Het was de 2e editie van NXT TakeOver en vond plaats op 11 september 2014 in NXT's thuis arena, Full Sail University in Winter Park, Florida. Dit is het tweede evenement in WWE met de naam 'Fatal 4-Way', sinds de 2010 pay-per-view (PPV) evenement.

## Matches
| Nr. | Match                                                                          | Winnaar(s)             | Opmerkingen                                         | Bron  |
| --- | ------------------------------------------------------------------------------ | ---------------------- | --------------------------------------------------- | ----- |
| 1   | The Lucha Dragons (Kalisto & Sin Cara) vs. The Ascension (Konnor & Viktor) (c) | The Lucha Dragons (nc) | Tag Team match voor het NXT Tag Team Championship.  | [ 2 ] |
| 2   | Baron Corbin vs. CJ Parker                                                     | Baron Corbin           | Eén-op-één match.                                   | [ 2 ] |
| 3   | Enzo Amore (met Colin Cassady) vs. Sylvester Lefort (met Marcus Louis)         | Enzo Amore             | Hair vs. Hair match.                                | [ 2 ] |
| 4   | Bull Dempsey vs. Mojo Rawley                                                   | Bull Dempsey           | Eén-op-één match.                                   | [ 2 ] |
| 5   | Charlotte (c) vs. Bayley                                                       | Charlotte              | Eén-op-één match voor het NXT Women's Championship. | [ 2 ] |
| 6   | Adrian Neville (c) vs. Tyson Kidd vs. Tyler Breeze vs. Sami Zayn               | Adrian Neville         | Fatal 4-Way match voor het NXT Championship.        | [ 2 ] |